# Fort pancerny pomocniczy 50 ½ WEST „Kosocice”
Fort 50 ½ W Kosocice – jeden z fortów Twierdzy Kraków w Krakowie-Kosocicach. Powstał w latach 1897–1899, był nieco mniejszy niż Fort 50 ½ O Kosocice. Należał do VII obszaru warownego. Obiekt zaprojektował Emil Gołogórski.
Fort bronił linii kolejowej do Przemyśla oraz Traktu Lwowskiego.
W grudniu 1914 r., wraz z sąsiednimi fortami: 50 „Prokocim” i 51 „Rajsko”, powstrzymał główny ciężar rosyjskiego natarcia na Kraków.
Fort 50 ½ W Kosocice jest niedostępny do zwiedzania, ale jest w dobrym stanie. Posiadaczem fortu jest prywatny właściciel. Obiekt znajduje się koło ul. J. Osterwy w Krakowie.

## Stan na stopie pokojowej
W 1914 roku stan fortu przedstawiał się następująco: 
- armaty forteczne 8cm M.94 w wieżach - 2 szt.
- lawety forteczne (gewerhlafette) - 2 szt.
- obsługa artylerii - 1 oficer i 28 szeregowych
- piechota - 1 oficer i 56 szeregowych
- pionierzy - 4 szeregowych

## Ordre de bataille
W przypadku mobilizacji plan przewidywał rozbudowę twierdzy o pięć baterii, jednak brak jest informacji o jego realizacji.  
- bateria 1. – armata 12 cm M.61 - 4 szt.
- bateria 2. – armata 18 cm M.80 - 4 szt.
- bateria 3. – armata 15 cm M.80 - 4 szt.
- bateria 4. – armata 12 cm M.61 - 4 szt.
- bateria 5. – armata 15 cm M.78 - 4 szt.